# ساراس اس.پی.ای
ساراس اس.پی.ای (انگلیسی: Saras S.p.A.) شرکت انرژی ایتالیایی است، که در سال ۱۹۶۲ توسط آنجلو موراتی تأسیس شد.